# Eduard Suess
Eduard Suess (Londen, 20 augustus 1831 - Wenen, 26 april 1914) was een Oostenrijkse geoloog en politicus. Hij is bekend om zijn onderzoek naar de tektonische opbouw van de Alpen en gebergtevorming in het algemeen. Hij ontdekte het bestaan van het paleocontinent Gondwana en de Tethys Oceaan.

## Biografie
Suess werd in Londen als zoon van een Saksische koopman geboren. Toen hij drie jaar was verhuisde hij naar Praag, en elf jaar later naar Wenen. Al in zijn jeugd was Suess in geologie geïnteresseerd. Toen hij 19 was schreef hij zijn eerste publicatie over de geologie van het gebied rond Karlovy Vary.
In 1856 werd hij hoogleraar aan de Universiteit van Wenen, eerst alleen in de paleontologie, vanaf 1861 ook in de geologie. Daarnaast was hij actief in de politiek: hij was lid van de gemeenteraad van Wenen en zat namens de liberale partij in het parlement van Niederösterreich. Hij was betrokken bij de bouw van drinkwatervoorzieningen en later ook bij de bouw van het Suezkanaal (dat overigens niet naar hem genoemd is!). Voor zijn verdiensten in de politiek benoemde de stad Wenen hem tot ereburger.
Een overzicht van zijn werk als wetenschapper volgt onder de volgende twee kopjes.
Suess publiceerde een overzicht van zijn ideeën in een boek: Das Antlitz der Erde (het Aangezicht van de Aarde), uitgegeven in delen tussen 1885 en 1901. Hij introduceerde in dit boek naast de al bekende begrippen "lithosfeer" en "hydrosfeer" het begrip "biosfeer", dat door o.a. Vladimir Vernadsky verder uitgewerkt zou worden.
Zijn ideeën werden weleens door occulte groepen gebruikt om de Zondvloed of het verdwijnen van Atlantis te verklaren.
Later zou de Zuid-Afrikaanse geoloog Alexander du Toit Suess' ontdekkingen gebruiken als argumenten voor de continentendrifttheorie van Alfred Wegener.

## Ideeën over gebergtevorming
Vanaf 1857 begint Suess zijn ideeën over het ontstaan en de structuur van de Alpen te ontwikkelen. Hij was een aanhanger van de geosynclinetheorie van James Dwight Dana. Hij geloofde dat de structuur van overschuivingen en breuken was ontstaan door een langzame laterale beweging van een stuk van de aardkorst naar het noorden. Net als Dana nam hij aan dat het krimpen van de aardkorst, veroorzaakt door de langzame afkoeling van de Aarde, de drijvende kracht achter deze beweging was. Voor die tijd hadden in Europa geologen, in navolging van James Hutton en Leopold von Buch aangenomen dat bergen ontstonden door verticale krachten bij vulkanisme. Suess dacht dat vulkanisme eerder een gevolg dan een oorzaak van gebergtevorming/orogenese was. De asymmetrische structuur in veel gebergten verklaarde hij door aan te nemen dat stukken korst van het gebergte af de dieper gelegen forelands in gleden.

## Ideeën over paleogeografie
Suess kwam tot de conclusie dat sommige gesteenten uit de Alpen vroeger op de bodem van een oceaan lagen, waarvan de Middellandse Zee een overblijfsel is. Hij noemde deze verdwenen oceaan in 1893 de Tethys-oceaan. Hoewel de geosynclinetheorie en het inkrimpen van de Aarde tegenwoordig naar het rijk der fabels zijn verwezen (daarvoor in de plaats is de theorie van de platentektoniek gekomen), waren zijn reconstructies op grote schaal correct.
Een andere belangrijke ontdekking van Suess was dat fossielen van de uitgestorven varen Glossopteris in zowel Zuid-Amerika, Afrika als India voorkomen (tegenwoordig weet men dat ze ook op Antarctica voorkomen). Hij verklaarde dit door aan te nemen dat de drie continenten ooit aan elkaar hadden gezeten als één supercontinent, dat hij Gondwana noemde. Suess nam aan dat de oceaan de ruimte tussen de continenten had overstroomd.
Om dit te verklaren nam hij aan dat de Aarde cycli van transgressie en regressie van de zeespiegel doormaakte. Telkens als door het inkrimpen van de Aarde en het daarop volgende verschrompelen van de aardkorst een laag gebied ontstond kon het water daarheen stromen zodat wereldwijd de zeespiegel daalde. Door erosie werd het hoogteverschil dan weer langzaam weggewerkt zodat de zeespiegel weer steeg. Op die manier verklaarde hij ook dat uit sommige tijdvakken wereldwijd dezelfde afzettingen voorkomen (zoals de wereldwijd voorkomende van oorsprong mariene kalken uit het Jura en Krijt). Zijn concept van wereldwijde zeespiegelveranderingen (hij noemde dit "eustatie") wordt nog steeds gebruikt.

## Eerbewijzen
Naar Suess zijn genoemd:
- een gletsjer in Victorialand, Antarctica;
- een krater op de Maan, de Suesskrater;
- een krater op Mars

In 1903 kreeg Suess de Copley Medal.
- Bibsys: 90105543
- Biblioteca Nacional de Chile: 000508211
- Bibliothèque nationale de France: cb127580029 (data)
- Catàleg d'autoritats de noms i títols de Catalunya: 981058515562606706
- CiNii: DA0438676X
- Gemeinsame Normdatei: 118757709
- International Standard Name Identifier: 0000 0001 0885 2951
- Library of Congress Control Number: n88271736
- Nationale Bibliotheek van Letland: 000060954
- Nationale Bibliotheek van Tsjechië: nlk20000088820
- Nationale bibliotheek van Australië: 35790964
- Nationale Bibliotheek van Israël: 987007276791005171
- Nationale Bibliotheek van Polen: a0000002771339
- Nationale en Universitaire bibliotheek Zagreb: 000026129
- Nederlandse Thesaurus van Auteursnamen: 069742030
- Réseau des bibliothèques de Suisse occidentale: 02-A003874384
- Istituto Centrale per il Catalogo Unico: GEAV010614
- LIBRIS: 174506
- Système universitaire de documentation: 050632795
- Trove: 1089332
- Virtual International Authority File: 32123739
- WorldCat: E39PBJv8Frw98Cv8pwH9mDvCQq